# Réde
Réde là một thị trấn thuộc hạt Komárom-Esztergom, Hungary. Thị trấn này có diện tích 45,88 km², dân số năm 2010 là 1372 người, mật độ 30 người/km².